# Горіх маньчжурський (пам'ятка природи)
Горі́х маньчжу́рський — ботанічна пам'ятка природи місцевого значення. Розташована на території Якушинецької сільської ради Вінницького району Вінницької області (Вінницьке лісництво, кв. 69, вид. 9) поблизу м. Вінниця. Оголошена відповідно до рішення Вінницького облвиконкому від 29.08.1984 р. № 371. Охороняється рідкісне в області лісонасадження горіха маньчжурського віком 50 років.